# محبوبه احدیار
محبوبه اَحَدیار، تنها زن ورزشکار افغان است که به المپیک ۲۰۰۸ پکن راه یافته‌است.

## زندگی‌نامه
او در سال ۱۳۶۸ به دنیا آمد. پدر محبوبه یک نجار است و خانواده او در یک محله فقیرنشین کابل زندگی می‌کند.
محبوبه احدیار قصد داشت با حجاب کامل در پکن حضور یابد. با توجه به سابقه این ورزشکار احتمال می‌رود، او بتواند با تنها یک دقیقه اختلاف از مدال‌آوران دوی ۱۵۰۰ متر المپیک به خط پایان برسد.

محبوبه در آخرین مصاحبه‌اش با مسئولان طرح همبستگی المپیک، گفته‌است: 
«ما به عنوان زن مسلمان، یک سِری محدودیت‌هایی برخاسته از سنت داریم که به ما اجازه نمی‌دهد حضور فعالانه‌ای در عرصه ورزش داشته باشیم." در بخشی از اظهارات وی که در تایمز آنلاین کار شده، چنین آمده‌است: "من علاوه بر فعالیت‌های ورزشی، با توجه به پیشینه خانوادگی و فرهنگی، به عنوان یک زن تنها برای رسیدگی به امور خانه اهمیت دارم و فرصت دیگری برای ابراز خود ندارم. من می‌خواهم این تصور کلی را تغییر دهم و گمان می‌کنم جامعه نیز آمادگی این اصلاحات را دارد. من به نوعی الگوی زنان کشورم هستم و به اینکه توانسته‌ام به المپیک راه پیدا کنم افتخار می‌کنم.»
محبوبه زمانی که در کابل تمرین می‌کرد از ترس تهدیدات و آزارهای مردم مجبور بود از ساعت ۳۰/۸ شب به بعد برای تمرین دو از خانه خارج شود چون در آن ساعت همه مجذوب نمایش‌های تلویزیونی پراحساس و کم‌ارزش بوده و مزاحم او نمی‌شدند.

موها جان مادر او پیش از این گفته بود: 
«ما نگران وضعیت امنیتی محبوبه در افغانستان هستیم و از مردمی که دیدی منفی نسبت به خانواده ما دارند می‌ترسیم. اما همه اینها مانع حمایت از دخترمان نمی‌شود.»
وی هیچ‌گاه حاضر نشد حجاب خود را کنار بگذارد و پیش از این گفته بود اگر زمانی مجبور به این کار شود ورزش را کنار خواهد گذاشت. هیچ زن ورزشکار المپیکی مانند او تا این حد سریع توجه رسانه‌های غربی را به خود جلب نکرده و سوژه خبرنگاران خارجی نبوده‌است. هرچند بعد از آن، محبوبه می‌بایست پاسخگوی اتهامات نادرست همسایه‌ها و پلیس شهر کابل می‌بود.